# Kamienica przy ulicy Kościuszki 41 w Katowicach
Kamienica mieszkalno-usługowa przy ul. Kościuszki 41 w Katowicach – kamienica mieszkalno-usługowa znajdująca się w Śródmieściu Katowic, przy ulicy Tadeusza Kościuszki 41 (dawniej Beatestraße), róg z ulicą PCK.

## Historia
Obiekt pochodzi z 1893 roku. Architektem budynku był Robert Czieslik, natomiast inwestorem – Eduard Bugla. Budynek do 1908 roku funkcjonował pod adresem Beatestraße 45, w latach 1909–1922 jako Beatestraße 41, natomiast w latach 1939–1945  jako Höferstraße 41. Właścicielami kamienicy byli między innymi: w latach 1893–1896 Eduard Bugla, 1897–1908 Karolina i Johann Czyrski (mistrz ślusarski), 1908–1912 Josef Ginschel (radca miejski) oraz Handwerkerbank zu Kattowitz, w roku 1913 Gintschel (mistrz krawiecki), w latach 1913–1935 Piotr Kubaiński (pochodzący z Żor przedsiębiorca budowlany, właściciel firmy z siedzibą w Katowicach przy ul. Kościelnej 2), natomiast w roku 1935 Łucja Kubaińska (wówczas zamieszkująca kamienicę przy ul. Kościelnej 2 w Katowicach). 

## Dane statystyczne
- 1897 – 16 zameldowanych osób (6 robotników, 6 rzemieślników, 2 urzędników kolejowych, 1 woźnica, 1 goniec, 1 ogrodnik);
- 1899 – 25 osób (7 robotników, 8 rzemieślników, 3 wdowy, 1 inwalida, 1 ogrodnik, 1 urzędnik, 1 przedsiębiorca, 2 handlowców, 1 bez przynależności do stanu zawodowego);
- 1903 (podział nieruchomości zabudowanych na dom nr 45 i 45a – w sumie 27 osób (10 robotników, 10 rzemieślników, 2 wdowy, 1 woźnica, 2 urzędników kolejowych, 1 przedsiębiorca, 1 inwalida, 1 wyższy urzędnik, 1 handlowiec, 1 emerytowany urzędnik);
- 1914 – 8 osób (2 wdowy, 1 restaurator, 2 urzędników pocztowych, 1 przedsiębiorca, 1 handlarz, 1 rzemieślnik);
- 1935/1936 – 7 osób (4 urzędników, 1 ogrodnik, 1 kupiec, 1 bez przynależności do stanu zawodowego).

## Architektura

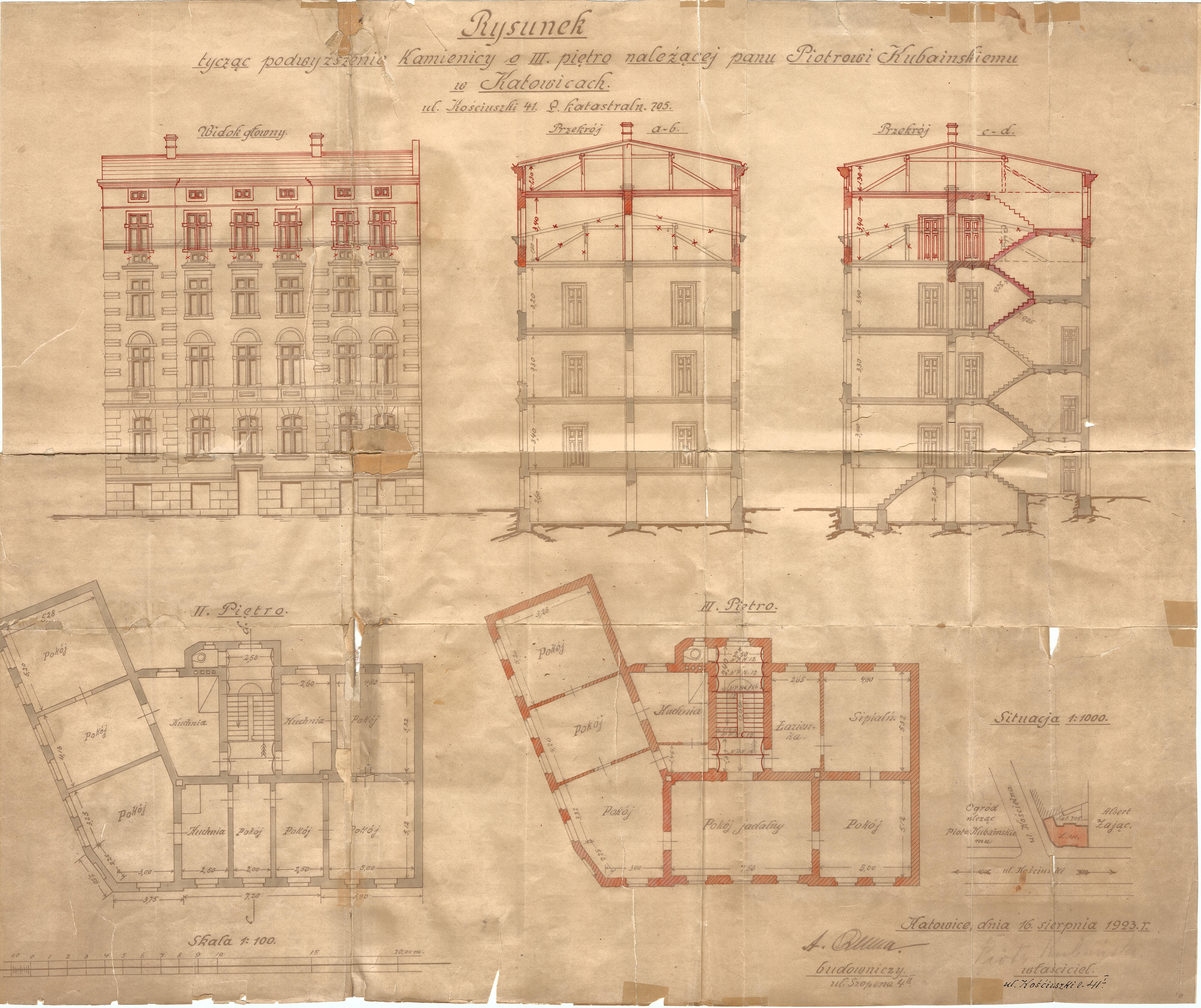
Niezrealizowany projekt przebudowy kamienicy przy ul. Tadeusza Kościuszki 41 w Katowicach, 1923

Pierwotnie trzykondygnacyjna kamienica z poddaszem użytkowym i sutereną. Nadbudowane III piętro z 6-pokojowym mieszkaniem dla właściciela. Budynek mieszkalny połączony z budynkiem gospodarczym. 
Zmiany budowlane oraz działalność gospodarcza:
- 1893 – Budowa budynku gospodarczego na terenie działki (arch. Czieślik);
- 1901-1905 – Piekarnia w suterenie od frontu;
- 1906 – Wytwórnia wędlin i sklep rzeźniczy w suterenie od frontu;
- 1923 – Projekt nadbudowy piętra w budynku (niezrealizowany);
- 1935 – Nadbudowa piętra (wyk. Jerzy Kubaiński);
- 1933-1935 – Mleczarnia (wł. Jerzy Knittel);
- 1935/1936 – Zakład krawiecki Orażewski;
- 1935/1936 – Skład spożywczy;
- 1935/1936 – Zakład krawiecki Bernstein & Seeman;
- 1935/1936 – Siedziba Zarządu Okręgowego Z.K.P.O (Zespół Katolickich Placówek Oświatowych);
- 1937 – Mleczarnia (wł. Róża Szczepanikowa);
- 1950 – Artystyczne Roboty Ręczne (wł. A. Szymańska).